# کاربری، منیتوبا
کاربری، منیوبا (به انگلیسی: Carberry, Manitoba) یک شهرک در کانادا است که در منیوبا واقع شده‌است. کاربری ۴٫۷۹ کیلومتر مربع مساحت و ۱٬۷۳۸ نفر جمعیت دارد و ۴۰۹ متر بالاتر از سطح دریا واقع شده‌است.